# Бугене
Бугене (фр. Bouguenais) насеље је и општина у западној Француској у региону Лоара, у департману Атлантска Лоара која припада префектури Нант.
По подацима из 2011. године у општини је живело 18.343 становника, а густина насељености је износила 582,32 становника/km². Општина се простире на површини од 31,5 km². Налази се на средњој надморској висини од 28 метара (максималној 41 m, а минималној 1 m).

## Демографија
| 1962. | 1968.  | 1975.  | 1982.  | 1990.  | 1999.  | 2011.  |
| ----- | ------ | ------ | ------ | ------ | ------ | ------ |
| 8.777 | 10.047 | 11 684 | 14 043 | 15.099 | 15.627 | 18.343 |

График промене броја становника у току последњих година